# Gašper Krošelj
Gašper Krošelj, född 9 februari 1987 i Ljubljana, är en slovensk professionell ishockeymålvakt som spelar för AIK Ishockey i Hockeyallsvenskan. Han har tidigare spelat för bland annat IK Oskarshamn och KHL Medveščak Zagreb i KHL.
Krošelj representerade Slovenien vid ishockey-VM 2015 samt 2016.
Den 23 oktober 2016 tecknade Krošelj ett ettårskontrakt med AIK Ishockey i Hockeyallsvenskan.